# Górka Sobocka
Górka Sobocka (do 1945 r. niem. Gorkau) – wieś w Polsce położona w województwie dolnośląskim, w powiecie strzelińskim, w gminie Kondratowice.

## Podział administracyjny
W latach 1975–1998 miejscowość administracyjnie należała do województwa wrocławskiego.

## Aktywny wypoczynek
Wieś posiada budownictwo poniemieckie. Znajduje się tu zalane, nieeksploatowane wyrobisko granitu o głębokości około 50 m. Miejsce nadaje się do wspinaczki ścianowej i nurkowania. Miejscowości rozgrywki prowadzi klub LKS Granit Górka Sobocka, która swoje korzenie wywodzi z tradycji górniczych wydobycia granitu.